# Sara Kestelman
Sara Kestelman (née le 12 mai 1944 à Londres) est une actrice britannique.

## Filmographie

### Actrice

#### Cinéma
- 1974 : Zardoz : May
- 1975 : Lisztomania : Princess Carolyn
- 1976 : Break of Day : Alice
- 1981 : The Walls of Jericho : Sophia Jex-Blake
- 1986 : Lady Jane : Frances Grey, Duchess of Suffolk
- 1997 : The History of Tom Jones, a Foundling : Mrs. Wilkins
- 1998 : Invasion: Earth : Group Capt. Susan Preston
- 2014 : D'une vie à l'autre : Edie
- 2014 : The Last Sparks of Sundown : Lydia Fairweather

#### Courts-métrages
- 2006 : Ex Memoria
- 2013 : One Day
- 2014 : Pardon the Intrusion
- 2015 : Prick Thy Neighbour
- 2016 : One Last Dance
- 2017 : The Old Woman Who Hid Her Fear Under the Stairs

#### Télévision
Séries télévisées
- 1966 : Dixon of Dock Green : Sonia Watts
- 1968 : The ITV Play : Joan
- 1971 : Thirty-Minute Theatre (en) : The Woman
- 1972 : Stage 2 : Ingrid / Green woman
- 1973 : The Rivals of Sherlock Holmes : Hagar
- 1973-1978 : BBC Play of the Month : Elena, Countess de Koefeld / Grusha
- 1974-1975 : BBC2 Playhouse : Mrs. Acland / Esther
- 1975 : Churchill's People : Maud de Anstey
- 1976 : Chapeau melon et bottes de cuir : Tina
- 1976 : Second City Firsts : Ruth
- 1976-1984 : Crown Court : Ann Merritt QC / Ann Merrit
- 1980 : Play for Today : Elisaveta Kutsov
- 1981 : Bergerac : Margaret Semple
- 1985 : Theatre Night : Duchess of Berwick
- 1988 : Forty Minutes
- 1990 : The Return of Shelley : Optician
- 1991 : Van der Valk : Monika Hendricks
- 1992 : Screen Two : Queenie Leavis
- 1995 : Crown Prosecutor : Barbara Jessop
- 1995 : Network First : Elle-même - Narrator
- 1996-2004 : Casualty : Mary Wynne / Geraldine Masters
- 1997 : Kavanagh QC : Halina Birnbaum
- 1998 : Inspecteur Wexford : Tessa Mandeville
- 2000 : Anna Karenina (en) : Countess Vronskaya
- 2000 : Sydney Fox l'aventurière : Simone DeGuerre
- 2000 : Timewatch : Narrator
- 2003 : Ultimate Force : Lady Lee
- 2003-2004 : Scotland Yard, crimes sur la Tamise : Judge Emily Hillard
- 2005 : Inspecteur Barnaby : Bernie
- 2007 : Rome : The Old Witch
- 2009-2014 : Holby City : Lillian Kendall / Clarice Parker / Lillie Mason
- 2014 : In the Flesh : Connie Furness

Téléfilms
- 1975 : Under Western Eyes : Sophia
- 1980 : The Double Dealer : Lady Touchwood
- 1989 : Somewhere to Run : Magistrate
- 1991 : The War That Never Ends : Présentateur (Voix)
- 1993 : Cabaret : Frauline Schneider
- 1996 : Brazen Hussies : Madame Zarene
- 2001 : Hindenburg Disaster: Probable Cause : Narrator
- 2001 : Mind Games : Dr. Davina Ward
- 2007 : Instinct : Jill Bright
- 2017 : Maigret in Montmartre : Mme. Dussardier

### Réalisatrice

#### Télévision
Téléfilms
- 2016 : Yes, But That's Not All!

### Productrice

#### Télévision
Téléfilms
- 2016 : Yes, But That's Not All!

### Scénariste

#### Télévision
Téléfilms
- 2016 : Yes, But That's Not All!

### Jeu vidéo
- Star Wars : Knight of the Old Republic II : The Sith Lord ~ 2005 - Kreia